# Station Kelsterbach
Station Kelsterbach is een spoorwegstation in de Duitse plaats Kelsterbach.

## Treinverbindingen
De volgende treinseries stoppen momenteel (2011) in Wiesbaden:
| Spoorlijn         | Treinsoort | Route | Bijzonderheden |
| ----------------- | ---------- | --- | -------------- |
| S-Bahn Rhein-Main | S8         | Wiesbaden - Mainz - Kelsterbach - Luchthaven Frankfurt am Main - Frankfurt am Main - Offenbach am Main - Hanau v.v. | 2× per uur     |
| S-Bahn Rhein-Main | S9         | Wiesbaden] - Mainz-Kastel - Kelsterbach - Luchthaven Frankfurt am Main - Frankfurt am Main - Offenbach - Hanau v.v. | 2× per uur     |